# Pareiorhaphis steindachneri
Pareiorhaphis steindachneri är en fiskart som först beskrevs av Miranda Ribeiro, 1918.  Pareiorhaphis steindachneri ingår i släktet Pareiorhaphis och familjen Loricariidae. Inga underarter finns listade i Catalogue of Life.